# Viktória Madarász
Viktória Madarász (née le 12 mai 1985 à Budapest) est une athlète hongroise spécialiste de la marche. 

## Carrière
Quinzième des championnats du monde 2022, elle remporte la médaille de bronze du 35 km marche lors des championnats d'Europe 2022, à Munich, dans le temps de 2 h 49 min 58 s.

## Palmarès
| Date | Compétition           | Lieu   | Résultat | Épreuve      | Performance     |
| ---- | --------------------- | ------ | -------- | ------------ | --------------- |
| 2022 | Championnats du monde | Eugene | 15e      | 35 km marche |                 |
| 2022 | Championnats d'Europe | Munich | 3e       | 35 km marche | 2 h 49 min 58 s |

## Records
| Épreuve      | Performance          | Lieu    | Date         |
| ------------ | -------------------- | ------- | ------------ |
| 20 km marche | 1 h 30 min 5 s (NR)  | Londres | 13 août 2017 |
| 35 km marche | 2 h 49 min 58 s (NR) | Munich  | 16 août 2022 |